# Archibald Smith (Mathematiker)

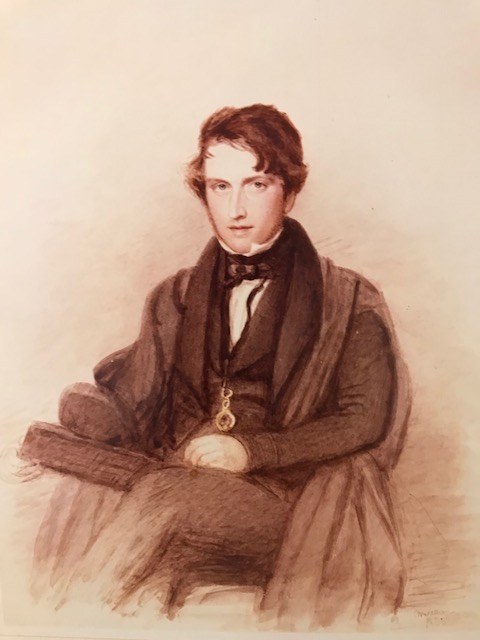
Archibald Smith

Archibald Smith of Jordanhill (* 10. August 1813 in Greenhead, Wishaw, North Lanarkshire; † 26. Dezember 1872 in London) war ein schottischer Anwalt und Mathematiker, bekannt für Arbeiten über Schiffsmagnetismus.
Archibald Smith war der Sohn des wohlhabenden Kaufmanns James Smith (1782–1867), besuchte die Redland School bei Bristol und studierte ab 1828 Jura an der Universität Glasgow und an der Universität Cambridge (Trinity College). In Cambridge studierte er auch Mathematik und wurde Erster (Senior Wrangler) bei den Tripos-Prüfungen. Er gewann 1836 den Smith Prize und wurde Fellow des Trinity College. 1836 erhielt er seinen Bachelor- und 1839 seinen Master-Abschluss. 1837 gründete er mit Duncan Farquharson Gregory das Cambridge Mathematical Journal. 1841 wurde er in London als Anwalt zugelassen und wurde ein bedeutender Immobilienanwalt.
Er entwickelte auf Anregung des Generals Edward Sabine in den 1840er Jahren praktische Formeln, um die Auswirkung des Eisens im Schiff auf den Kompass zu korrigieren. Er veröffentlichte darüber in den Transactions der Royal Society, in seiner Bearbeitung eines Reiseberichts von William Scoresby (1859) und in einem 1862 mit Frederick John Owen Evans (1815–1885), dem Kompaß-Spezialisten der Royal Navy, verfassten Admiralitäts-Handbuch, das auch ins Französische, Spanische, Deutsche und Russische übersetzt wurde. 1851 gab er auch Tabellen dazu heraus.
1856 wurde er Fellow der Royal Society, deren Royal Medal er 1865 erhielt. Zar Alexander II. ehrte ihn mit einem goldenen Kompass mit Diamanten und er wurde korrespondierendes Mitglied des wissenschaftlichen Komitees der russischen Marine. 1864 wurde er Ehrendoktor der University of Glasgow. 1872 erhielt er von der britischen Regierung 2000 Pfund.